# Вишнёвка (Самарская область)
Вишнёвка (чув. Вишнёвка) — посёлок в Кошкинском районе Самарской области в составе сельского поселения Русская Васильевка.

## География
Находится на расстоянии примерно 20 километров по прямой на северо-восток от районного центра села Кошки.

## История
Основано выходцами из села Тенеево в начале XX века. Центр колхоза «Дубровка». 

## Население
Постоянное население составляло 52 человека (чуваши 71%) в 2002 году, 51 в 2010 году.